# Neothetalia pellax
Neothetalia pellax är en skalbaggsart som först beskrevs av Thomas Casey 1911.  Neothetalia pellax ingår i släktet Neothetalia och familjen kortvingar. Inga underarter finns listade i Catalogue of Life.